# بوب سميث (جراح)
بوب سميث (بالإنجليزية: Bob Smith)‏ (و. 1879 – 1950 م) هو جراح، وطبيب أمريكي، ولد في سانت جوهانسبوري، توفي في آكرون، عن عمر يناهز 71 عاماً، بسبب سرطان القولون.

## التعليم
تعلم في كلية دارتموث
.